# 皮塔热刺足球俱乐部
皮塔热刺足球俱乐部（英語：Pietà Hotspurs Football Club），是马耳他的足球俱乐部，位于皮塔，球队创立于1968年，现参加馬耳他足球挑戰聯賽的赛事。

## 队史
皮塔热刺在1934年10月23日首次出现在联赛赛场上。球队取得成绩是在二战之后，二战结束后球队加盟了盎格鲁马耳他足球联赛，这之后加入了马耳他国家锦标赛第三级别联赛，球队花了十个赛季的时间。1962年皮塔热刺取代了联赛中的皮塔亚特兰大，1973年球队进入了马耳他第四级联赛。最后就赢得了联赛冠军得以晋级。在1985年晋级到第二级联赛中。1988年球队重返二级联赛。1994年得以晋级到马耳他足球最高级别的联赛之中。